# Yueqin
Yueqin (月琴T, yuèqínP, chiamato anche yue qin, yüeh-ch'in, gekkin, la ch'in, o laqin, tradotto come "cordofono a forma di luna") è una delle principali tipologie di liuti a manico corto cinesi.
Il nome allude alla caratteristica forma circolare della cassa.
La tavola armonica dello yueqin è priva di fori di risonanza; sul manico, terminante con un cavigliere che porta due piroli per ogni lato, sono presenti alcuni tasti. Le corde sono accordate a coppia; tradizionalmente una quinta di distanza separa i due cori (re3-la3) e l'estensione che lo strumento è in grado di produrre raggiunge le due ottave. Le corde dello yueqin, di seta, sono pizzicate sia con un sottile plettro che con le dita. Il liuto viene utilizzato per accompagnare la voce o nella musica strumentale, solistica e per gruppi.
È considerato uno dei principali cordofoni dell'orchestra dell'Opera di Pechino. Antenato dello yueqin è il ruan, la cui origine è fatta tradizionalmente rimontare tra il I secolo a.C. e il II secolo a.C., nel periodo della dinastia Han.